# Saverio Mercadante
Giuseppe Saverio Raffaele Mercadante (Altamura, (bij Bari), 17 september 1795 – Napels, 17 december 1870) was een Italiaans componist en muziekpedagoog.

## Levensloop
Mercadante was de zoon van het echtpaar Rosa Bia en Giuseppe Orazio Mercadante. Hij volgde zijn muziekopleiding (solfège, viool, dwarsfluit en compositie) bij Nicola Antonio Zingarelli, Agostino Furno en Giacomo Tritto aan het Conservatorio di Santa Maria di Loreto in Napels. Nadat hij verschillende kleinere stukken (marsen en dansen) voor banda had gecomponeerd, werd hij in 1817 tot dirigent van het orkest aan het conservatorium benoemd en schreef hij voor dit ensemble meerdere werken. Waarschijnlijk was het tijdens een van deze "academies" dat Gioacchino Rossini, op bezoek aan het conservatorium, zo onder de indruk van Mercadante was, dat hij in zijn volgende brief aan Zingarelli schreef: Ik feliciteer u, omdat uw eigen jonge leerling Mercadante daar begint, waar wij eindigen. 
Tot ca. 1822 was hij een gevierd operacomponist en zijn werken Elisa e Claudio (1821) en Adele ed Emerico (1822), stonden behalve in Italië bij La Scala in Milaan, ook op het programma van de operahuizen in Londen, Parijs en Wenen. Rond 1822 verwierf Donizetti de gunsten van het publiek, en was Rossini, zowel als Bellini ook veel gevraagd, waardoor Mercadante de volgende vier jaar geen opdrachten meer zou verkrijgen. Inmiddels had hij zijn geluk gezocht in Wenen en Parijs, waar zijn werk Les noces de Gamache in première ging. In 1827 was hij weer terug in La Scala met zijn werken Didone abbandonata en Il Montanaro. Van 1827 tot 1831 was hij werkzaam in Madrid, Cádiz en Lissabon. In die tijd componeerde hij o.a. de werken Adriana in Siria (1828) en Gabriella di Vergy (1828). Na zijn terugkomst componeerde hij Donna Caritea (1832). 
In 1833 werd hij benoemd tot opvolger van Pietro Generali, kapelmeester aan de dom van Novara, en componeerde hij tot 1840 nog een vijftal opera's waaronder zijn meesterwerk Il Bravo, dat op 9 maart 1839 in La Scala in première ging. Vanaf 1839 was zijn rol goeddeels uitgespeeld door de opkomst van Verdi (diens eerste opera Oberto, Conte di San Bonifacio had zijn première in november 1839 in La Scala Milaan).
In 1840 volgde hij Nicola Antonio Zingarelli op als directeur van het Conservatorio di San Pietro a Majella di Napoli.

## Composities

### Werken voor orkest
- 1821 Concerto en Fa Maggiore (F majeur), voor dwarsfluit en strijkorkest 
  1. Allegro
  2. Andante con variazioni
  3. Finale
- 1860 Grande Duetto in Fa Maggiore (F majeur), voor twee dwarsfluiten en orkest 
  1. Allegro maestoso
  2. Tema con variazioni
- 1861 Sinfonia Garibaldi "Dedicata all'Italia", voor strijkorkest
- Concerto in e mineur, voor dwarsfluit en orkest - (het laatste deel Rondo russo is als ingekorte versie in Nederland bekend geworden door fluitiste Berdien Stenberg)
- Sinfonia Concertante nr. 1, voor dwarsfluit, 2 klarinetten, hoorn en strijkorkest
- Sinfonia Concertante nr. 2, voor dwarsfluit, 2 klarinetten, hoorn en strijkorkest
- Sinfonia Concertante nr. 3, voor dwarsfluit, 2 klarinetten, hoorn en strijkorkest
- Fantasia Concertante over thema's uit de opera "Orazi e Curiazi", voor liefdesfluit (Flute d'amour), dwarsfluit en strijkorkest

### Werken voor harmonieorkest
- Concerto, voor hoorn en harmonieorkest, bewerking door Willy Hautvast
- Elisa e Claudio, ouverture
- Flotie, ouverture
- Il Bravo, selectie uit de opera
- Ouverture uit de opera "Il conte di Essex (The Count Of Essex)", bewerking Thomas H. Rollinson
- Il Giuramento, selectie uit de opera
- La Vestale, selectie uit de opera, bewerkt door Louis-Philippe Laurendeau
- "Valse Mignon" uit de opera "La Vestale"

### Missen en andere kerkmuziek
- 1838 Salve Maria, voor sopraan en piano
- Messa di Gloria
- Mottetto per San Gaudenzio
- Te Deum

### Muziektheater

#### Opera's
| Voltooid in                                         | titel                                                                                             | aktes                  | première | libretto |
| --------------------------------------------------- | ------------------------------------------------------------------------------------------------- | ---------------------- | --- | --- |
| ca. 1817                                            | Climene                                                                                           | 2 bedrijven            | niet uitgevoerd (conservatoriumsdiplom) | |
| 1819                                                | L'apoteosi d'Ercole                                                                               | 2 bedrijven            | 19 augustus 1819, Napels, Teatro San Carlo | Giovanni Schmidt |
| 1819; rev. 1820                                     | Violenza e Costanza ossia I falsi monetari rev. versie: Il castello dei spiriti                   | 2 bedrijven            | 19 januari 1820, Napels, Teatro Fondo; rev. versie: 14 maart 1825, Lissabon, Theatro do Barao de Quintella nas Larangeiras                                                               | Andrea Leone Tottola |
| 1820                                                | Anacreaonte in Samo                                                                               | 2 bedrijven            | 30 juni 1820, Napels, Teatro San Carlo | Giovanni Schmidt naar Jean-Henri Guy "Anacréon chez Polycrate"                                                                                   |
| 1820                                                | Il geloso ravveduto                                                                               | 2 bedrijven            | oktober 1820, Rome, Teatro Valle | Bartolomeo Signori |
| 1820; 1823                                          | Scipione in Cartagine; herwerkt als: Gli sciti                                                    | 2 bedrijven            | 26 december 1820, Rome, Teatro Argentina | Giacomo Ferretti |
| 1821                                                | Maria Stuarda regina di Scozia                                                                    | 2 bedrijven            | 29 mei 1821, Bologna, Teatro Comunale | onbekend |
| 1821                                                | Elisa e Claudio ossia L'amore protetto dall'amicizia                                              | 2 bedrijven            | 30 oktober 1821, Milaan, Teatro alla Scala | Luigi Romanelli naar Filippo Casari "Rosella" |
| 1821; 1822                                          | Andronico; herwerking als Alfonso ed Elisa                                                        | 2 bedrijven            | 26 december 1821, Venetië, Teatro La Fenice | Dalmindo Tindario, pseudoniem van Giovanni Kreglianovitsj naar Abbé Vichard de Saint-Réal "Don Carlos" en Jean Galbert de Campistron "Andronico" |
| 1e versie: 1821; 2e versie: 1826; rev. versie: 1828 | Il posto abbandonato ossia Adele ed Emerico                                                       | 2 bedrijven            | 1e versie: 21 september 1821, Milaan, Teatro alla Scala; 2e versie: 29 augustus 1826, Madrid, Teatro del Príncipe; rev. versie: 18 juni 1828, Lissabon, Teatro Nacional de São Carlos    | Felice Romani |
| 1822                                                | Alfonso ed Elisa (= herwerking van Andronico), herwerkt als: Aminta ed Agira                      | 2 bedrijven            | 26 december 1822, Mantua, Teatro Nuovo; als Aminta ed Agira 23 april 1823, Reggio Emilia, Teatro Comunale                                                                                | onbekende librettist, naar Vittorio Graaf Alfieri "Fillipo"                                                                                      |
| 1822                                                | Amleto                                                                                            | 2 bedrijven            | 26 december 1822, Milaan, Teatro alla Scala | Felice Romani, naar William Shakespeare |
| 1822                                                | Didone abbandonata                                                                                | 2 bedrijven            | 1e versie: 18 januari 1823, Turijn, Teatro Regio di Torino; 2e versie: 31 juli 1825, Napels, Scala; 3e versie (= 2e versie met "Fine lieto") ?, Napels                                   | Pietro Metastasio |
| 1823                                                | Gli sciti; herwerking van Scipione in Cartagine                                                   | 2 bedrijven            | 18 maart 1823, Napels, Teatro San Carlo | Andrea Leone Tottola naar Voltaire (= François-Marie Arouet) «Les Scythes»                                                                       |
| 1823                                                | Costanzo ed Almerisca                                                                             | 2 bedrijven            | 18 september 1823, Napels, Teatro San Carlo | Andrea Leone Tottola |
| 1823-1824                                           | Gli amici di Siracusa                                                                             | 2 bedrijven            | 7 februari 1824, Rome, Teatro Argentina | Giacomo Ferretti naar Plutarchus |
| 1824                                                | Doralice                                                                                          | 2 bedrijven            | 18 september 1824, Wenen, Theater am Kärntnertor | onbekende librettist |
| 1824                                                | Le nozze di Telemaco ed Antiope; (met andere componisten)                                         | 7 scènes               | 5 november 1824, Wenen, Theater am Kärntnertor | Calisto Bassi |
| 1824                                                | Il podestá di Burgos; 2e versie als: Il signore del villaggio; 3e versie als: Eduardo ed Angelica | 2 bedrijven            | 1e versie: 20 november 1824, Wenen, Theater am Kärntnertor; 2e versie: 28 mei 1825, Napel, Teatro Fondo; 3e versie (uitsluitend de 2e akte van de 2e versie): 1828, Napels, Teatro Fondo | 1e versie: Calisto Bassi; 2e versie: Andrea Leone Tottola                                                                                        |
| 1e versie: 1824; 2e versie: 1830                    | Nitocri                                                                                           | 2 bedrijven            | 1e versie: 26 december 1824 Turijn, Teatro Regio di Torino; 2e versie: 2 oktober 1830, Milaan, Teatro alla Canobiana                                                                     | Apostolo Zeno (= recitatieven); Conte Lodovico Piosasco (= Aria's)                                                                               |
| 1825                                                | Erode ossia Marianna                                                                              | 2 bedrijven            | 27 december 1825, Venetië, Teatro La Fenice | Luigi Ricciuti, naar Voltaire «Mariamne» |
| 1825                                                | Ipermestra (I)                                                                                    | 2 bedijven             | 29 december 1825, Napels, Teatro San Carlo | Luigi Ricciutti, naar Aeschylus |
| 1825                                                | Les Noces de Gamache                                                                              | 3 bedrijven            | 9 mei 1825, Parijs, Odéon | Jean-Henri Dupin, Thomas Sauvage naar Miguel de Cervantes Saavedra "Don Quixote"                                                                 |
| 1825-1826                                           | Caritea, regina di Spagna, ossia La morte di Don Alfonso re di Portogallo (= Donna Caritea)       | 2 bedrijven            | 21 februari 1826, Venetië, Teatro La Fenice | Paolo Pola |
| 1826                                                | I due Figaro                                                                                      | 2 bedrijven            | 26 januari 1835, Madrid, Teatro del Príncipe | Felice Romani naar Honoré-Antoine Richaud Martelly «Les deux Figaro»                                                                             |
| 1826-1827                                           | Ezio                                                                                              | 2 bedrijven            | 2 februari 1827, Turijn, Teatro Regio di Torino | Pietro Metastasio, Lodovico Piossasco |
| 1827                                                | Il montanaro                                                                                      | 2 bedrijven            | 16 april 1827, Milaan, Teatro alla Scala | Felice Romani naar A. La Fontain |
| 1827                                                | La testa di bronzo, ossia La capanna solitaria                                                    | 2 bedijven             | 3 december 1827, Lissabon, Theatro do Barao de Quintella nas Larangeiras | Felice Romani |
| 1827-1828                                           | Adriano in Siria                                                                                  | 2 bedrijven            | 24 februari 1828, Lissabon, Teatro Nacional de São Carlos | onbekende librettist naar Pietro Metastasio |
| 1e versie: 1828; 2e versie: 1832                    | Gabriella di Vergy                                                                                | 2 bedrijven            | 1e versie: 8 augustus 1828, Lissabon, Teatro Nacional de São Carlos; 2e versie: 16 juni 1832, Genua, Teatro Carlo Felice                                                                 | Andrea Leone Tottola naar Pierre Laurent Buirette de Belloy                                                                                      |
| 1e versie: 1828; 2e versie: 1832                    | Ipermestra (II)                                                                                   | 2 bedrijven            | 1e versie: 29 september 1828, Lissabon, Teatro Nacional de São Carlos; 2e versie: 26 december 1832, Genua, Teatro Carlo Felice                                                           | onbekende librettist naar Pietro Metastasio |
| 1828-1829                                           | La rappresaglia                                                                                   | 2 bedrijven            | 21 februari 1829, Cádiz, Teatro Principal de Puerto Real | Felice Romani |
| 1829/1830                                           | Don Chisciotte alle nozze di Gamacio                                                              | 1 akte                 | carnaval 1829/1830, Cádiz, Teatro Principal de Puerto Real | Steffano Ferrero naar Miguel de Cervantes Saavedra                                                                                               |
| 1830/1831                                           | Francesca da Rimini                                                                               | 2 bedrijven            | niet uitgevoerd | onbekende librettist, gebaseerd op Felice Romani                                                                                                 |
| 1831                                                | Zaïra                                                                                             | 2 bedrijven            | 31 augustus 1831, Napels, Teatro San Carlo | onbekende librettist, gebaseerd op Felice Romani                                                                                                 |
| 1831-1832                                           | I normanni a Parigi                                                                               | 2 bedrijven            | 7 februari 1832, Turijn, Teatro Regio di Torino | Felice Romani |
| 1832                                                | Ismalia, ossia Amore e morte                                                                      | 3 bedrijven            | 27 oktober 1832, Milaan, Teatro alla Scala | Felice Romani naar Victor d’Arlincourt |
| 1833                                                | Il conte di Essex                                                                                 | 3 bedrijven            | 10 maart 1833, Milaan, Teatro alla Scala | Felice Romani |
| 1834                                                | Emma d'Antiochia                                                                                  | 3 bedrijven            | 8 maart 1834, Venetië, Teatro la Fenice | Felice Romani |
| 1834                                                | Uggero il danese                                                                                  | 4 bedrijven            | 11 augustus 1834, Bergamo, Teatro Riccardi | Felice Romani |
| 1834                                                | La gioventú di Enrico V                                                                           | 4 bedrijven            | 25 november 1834, Milaan, Teatro alla Scala | Felice Romani naar William Shakespeare |
| 1834-1835                                           | Francesca Donato, ossia Corinto distrutta                                                         | 3 bedrijven            | 1e versie: 11 februari 1835, Turijn, Teatro Regio di Torino; 2e versie: 5 januari 1845, Napels, Teatro San Carlo                                                                         | Felice Romani naar Lord Byron; 2e versie: Felice Romani, Salvadore Cammarano                                                                     |
| 1836                                                | I briganti                                                                                        | 3 bedrijven            | 1e versie: 22 maart 1836, Parijs, Théâtre-Italien; 2e versie: 6 november 1837, Milaan, Teatro alla Scala                                                                                 | Jacopo Crescini naar Friedrich von Schiller "Die Räuber"                                                                                         |
| 1837                                                | Il giuramento; ook bekend als: Amore e dovere                                                     | 3 bedrijven            | 11 maart 1837, Milaan, Teatro alla Scala; als Amore e dovere 1839, Rome | Gaetano Rossi naar Victor Marie Hugo «Angelo, tyran de Padoue»                                                                                   |
| 1837                                                | Elena da Feltre                                                                                   | 3 bedrijven            | 1 januari 1839, Napels, Teatro San Carlo | Salvadore Cammarano |
| 1838                                                | Le due illustre rivali                                                                            | 3 bedrijven            | 10 maart 1838, Venetië, Teatro La Fenice | Gaetano Rossi |
| 1839                                                | Il bravo, ossia La veneziana                                                                      | 3 bedrijven            | 9 maart 1839, Milaan, Teatro alla Scala | Gaetano Rossi, Marco Marcello naar James Fenimore Cooper en Auguste Anicet-Bourgeois «La Vénitienne»                                             |
| 1840                                                | La vestale; ook: Emilia; ook bekend als: San Camillo, azione sacra                                | 3 bedrijven            | 10 maart 1840, Napels, Teatro San Carlo; als Emilia: 1842, Rome; als San Camillo, azione sacra: 1851, Rome                                                                               | Salvadore Cammarano |
| 1840                                                | La solitaria delle Asturie, ossia La Spagna ricuperata                                            | 5 bedrijven            | 12 maart 1840, Venetië, Teatro la Fenice | Felice Romani |
| 1841                                                | Il proscritto                                                                                     | 3 bedrijven            | 4 januari 1842, Napels, Teatro San Carlo | Salvadore Cammarano naar Francis de Soulié de Morant                                                                                             |
| 1842-1843                                           | Il reggente                                                                                       | 3 bedrijven            | 2 februari 1843, Turijn, Teatro Regio di Torino; rev. versie: 11 november 1843, Triëst, Teatro grande                                                                                    | Salvadore Cammarano naar Augustin Eugène Scribe «Gustav III»                                                                                     |
| 1844                                                | Leonora; ook bekend als: Il cacciatore delle Alpi                                                 | 4 bedrijven            | 5 december 1844, Napels, Teatro Nuovo; als Il cacciatore delle Alpi: 1859, Ferrara | Marco d'Arienzo naar Gottfried August Bürger "Leonore"                                                                                           |
| 1844-1845                                           | Il vascello di Gama                                                                               | proloog en 3 bedrijven | 6 maart 1845, Napels, Teatro San Carlo | Salvadore Cammarano naar Charles Desnoyers «Le Naufrage de la Meduse»                                                                            |
| 1846                                                | Orazi e Curiazi                                                                                   | 3 bedrijven            | 10 november 1846, Napels, Teatro San Carlo | Salvadore Cammarano naar Pierre Corneille «Horace»                                                                                               |
| 1847-1848                                           | La schiava saracena, ovvero Il campo di Gerosolima                                                | 4 bedrijven            | 26 december 1848, Milaan, Teatro alla Scala | Francesco Maria Piave |
| 1849-1850                                           | Virginia                                                                                          | 3 bedrijven            | Eerst door de censuur verboden; 7 april 1866, Napels, Teatro San Carlo | Salvadore Cammarano naar Vittorio Graaf Alfieri                                                                                                  |
| 1850-1851                                           | Medea                                                                                             |                        | 1 maart 1851, Napels, Teatro San Carlo | Salvadore Cammarano |
| 1851-1852                                           | Violetta                                                                                          | 4 bedrijven            | 10 januari 1853, Napels, Teatro Nuovo | Marco d'Arienzo |
| 1852                                                | Statira                                                                                           | 3 bedrijven            | 8 januari 1853, Napels, Teatro San Carlo | Domenico Bolognese naar Voltaire «Olympie» |
| 1856                                                | Pelagio                                                                                           | 4 bedrijven            | 12 februari 1857, Napels, Teatro San Carlo | Marco d'Arienzo |
| 1869-1870                                           | L'orfano di Brono, ossia Caterina dei Medici                                                      | 4 bedrijven            | onvoltooid | Salvadore Cammarano |

#### Balletten
| Voltooid in | titel | aktes | première                                                                                            | libretto | choreografie       |
| ----------- | --- | ----- | --------------------------------------------------------------------------------------------------- | -------- | ------------------ |
| 1817-1818   | Il servo balordo o La disperazione di Gilotto Ballo comico                                                                  |       | 1 februari 1818, Napels, Teatro San Carlo                                                           |          | Salvatore Taglioni |
| 1818        | Il califo generoso (van verschillende componisten; door Mercadante bewerkt)                                                 |       | 1818, Napels, Teatro Fondo                                                                          |          | Armando Vestris    |
| 1818        | Il ritorno di Mr. Deschalumeaux                                                                                             |       | 1818, Napels, Teatro Fondo                                                                          |          | Pietro Hus         |
| 1818        | Il flauto magico o Le convulsioni musicali                                                                                  |       | 19 november 1818, Napels, Teatro San Carlo; rev. versie: 12 januari 1828; Milaan, Teatro alla Scala |          | Salvatore Taglioni |
| 1818-1819   | La Gerusalemme liberata (van verschillende componisten; door Mercadante bewerkt)                                            |       | 25 januari 1819, Napels, Teatro San Carlo                                                           |          | Luigi Henry        |
| 1819        | I porthogesi nelle Indie o La conquista di Malacca samen met: Wenzel Robert Graf von Gallenberg                             |       | 30 mei 1819, Napels, Teatro San Carlo                                                               |          | Salvatore Taglioni |
| 1826        | Il cespuglio delle rose Azione teatrale mista d'intermedii di danze per il genetliaco della regina Maria Cristina di Savoia |       | 17 februari 1827, Turijn, Teatro Regio di Torino                                                    |          | Lodovico Piosassco |

#### Toneelmuziek
- 1826 Basa del trono Olimpico, voor bass, gemengd koor en orkest voor de tragedie Polimenos ò los Misterios de Eleusis
- 1829 Acoge nuestros votos, voor gemengd koor en Aplaca o Rey angusto voor sopraan, tenor, gemengd koor en orkest voor een tragedie Edipo van Sophocles

### Vocale muziek

#### Liederen
- 1824 Cantata Virginia, voor sopraan en piano
- 1842 Il Sogno, voor sopraan, dwarsfluit en piano
- Sei ariette da camera, voor sopraan, dwarsfluit en piano

### Kamermuziek
- 3 Duetti Concertanti per 2 Flauti
- 3 Serenades, voor 3 dwarsfluiten
- 3 Sonaten, voor twee dwarsfluiten
- Dieci arie variate, voor dwarsfluit solo
- Due duetti e un terzetto, voor twee hoorns in F (of Es)
- Duetto quarto : dai sei duetti concertanti, voor twee dwarsfluiten
- Duetto sesto : dai sei duetti concertanti, voor twee dwarsfluiten
- Fantasia in G majeur, voor 2 dwarsfluiten
- Quartetto in a mineur, voor dwarsfluit, viool, altviool en cello
- Quartetto in e mineur, voor dwarsfluit, viool, altviool en cello
- Sei duetti, voor twee dwarsfluiten
- Thema en variaties in e-mineur, voor dwarsfluit, viool, altviool en cello
- Trio in sol maggiore, voor twee dwarsfluiten en fagot
- Variazioni in fa maggiore (F majeur) su un tema originale, voor hobo (of dwarsfluit), 2 violen en cello
- Variazioni in sol maggiore (C majeur) over het thema 'Là ci darem la mano' uit de opera "Don Giovanni", voor dwarsfluit, viool, altviool en cello